# Partido País Solidario
Le Partido País Solidario (en français Parti pays solidaire) est un parti politique paraguayen social-démocrate, membre de l'Internationale socialiste.
Lors des élections législatives du 27 avril 2003 le parti a obtenu 3,3 % des voix, et 2 députés sur 80. Son score aux sénatoriales était de 4,3 % soit 2 sénateurs sur 45.